# Comité pour l'ordre moral
Le Comité pour l'ordre moral est l'organisation qui revendiqua le 14 novembre 1980 un attentat contre la librairie 1984 à Paris et l'attaque d'un vidéo-club gay à Paris le 7 janvier 1980.